# Anfiteatro romano da Bobadela
O Anfiteatro romano da Bobadela, integrado na Cidade romana da Bobadela ou Ruínas romanas de Bobadela, situa-se na freguesia de Bobadela, no município de Oliveira do Hospital.
O Anfiteatro é composto de uma arena elíptica de 50 por 40 metros, delimitada por um muro de três metros de altura. Expecula-se que as bancadas eram feitas de madeira, devido ao contexto provincial da cidade. Todo o conjunto parece ter sido construído no último quartel do Século I caindo em desuso em finais do Século IV.
Acredita-se que a arena era um espaço lúdico onde decorriam jogos e lutas de gladiadores para entretenimento da população local.

O Arco de entrada para o forum, designado por Ruínas romanas da Bobadela a partir de 1936, encontra-se classificado como Monumento Nacional desde 1910. Aguarda-se a ampliação da classificação a estruturas da antiga cidade, como o anfiteatro.